# Ñorquín (departamento)
Ñorquín é um departamento da Argentina, localizado na província de Neuquén.